# Dom Zbirohowskich-Kościów
Dom Zbirohowskich-Kościów – zabytkowy dom zlokalizowany w Białymstoku przy ul. Słonimskiej 15, zbudowany w 1910 roku. 

## Historia
Mieszkała w nim rodzina Zbirohowskich-Kościów, w tym białostocki społecznik Witold Zbirohowski-Kościa, który zakładał polskie szkoły przed I wojną światową. W 2012 dom został wpisany do rejestru zabytków.